# Adoretus nigrifrons
Adoretus nigrifrons är en skalbaggsart som beskrevs av Christian von Steven 1809. Adoretus nigrifrons ingår i släktet Adoretus och familjen Rutelidae.

## Underarter
Arten delas in i följande underarter:
- A. n. vastus
- A. n. iranicus